# Bamazomus weipa
Bamazomus weipa är en spindeldjursart som beskrevs av Harvey 1992. Bamazomus weipa ingår i släktet Bamazomus och familjen Hubbardiidae. Inga underarter finns listade.